# Padirac
Padirac è un comune francese di 200 abitanti situato nel dipartimento del Lot nella regione dell'Occitania.

## Monumenti e luoghi d'interesse

### Aree naturali
- Abisso di Padirac (Gouffre de Padirac)[2]

## Società

### Evoluzione demografica
Abitanti censiti